# مفسر سطر الأوامر
مفسر سطر الأوامر (بالإنجليزية: Command-line interpreter)‏ هو برنامج حاسوبي يقرأ الأسطر التي يدخلها المستخدم ويفسرها في سياق نظام تشغيل أو لغة برمجة معينة.

## مفسر سطر الأوامر كواجهة مستخدم
يتيح مفسر سطر الأوامر للمستخدمين تنفيذ أوامر عديدة بطريقة فعالة جدا. يتطلب هذا من المستخدم أن يعرف الأوامر ومدخلاتها وصياغة اللغة التي تُفسّر. منذ الستينيات كان تعامل المستخدم مع الحاسوب يتم بشكل أساسي عبر واجهة سطر الأوامر.
في السبعينيات، بدأت الأبحاث لتطوير واجهات مستخدم رسومية لتقديم واجهة مستخدم بديلة للحواسيب، وفيها تمثل الأوامر بعمليات مرئية بدلًا من شرح نصي لها، وأصبحت هذه الوسيلة الأكثر انتشارًا للتعامل مع الحاسوب. لكن ظلت مفسرات سطر الأوامر مستخدمة مع الواجهات الرسومية. في بعض المهمات المعقدة، أصبحت الواجهات الرسومية أقل كفاءة بسبب كثرة القوائم وصناديق الحوار التي تظهر نتيجة لصعوبة تمثيل تلك المهام رسوميًا.